# 1874 au théâtre
| Années du théâtre : 1871 - 1872 - 1873 - 1874 - 1875 - 1876 - 1877    |
| Décennies du théâtre : 1840 - 1850 - 1860 - 1870 - 1880 - 1890 - 1900 |

## Pièces de théâtre représentées
- 20 janvier : Les Deux Orphelines, drame en 5 actes d'Adolphe d'Ennery et Eugène Cormon, théâtre de la Porte-Saint-Martin, Paris.
- 11 mars : première du vaudeville Le Candidat de Gustave Flaubert au théâtre du Vaudeville, Paris ; la pièce s'arrête à la 4e représentation.

## Naissances
- 3 février : Gertrude Stein, dramaturge, poétesse, romancière et collectionneuse d'art américaine, mort le 27 juillet 1946).

## Décès
- 5 octobre : Jean Pierre Charles Perrot de Renneville, commissaire-inspecteur près les théâtres et spectacles de Paris et auteur dramatique français, né en 1803.